# Richard Spring, Baron Risby

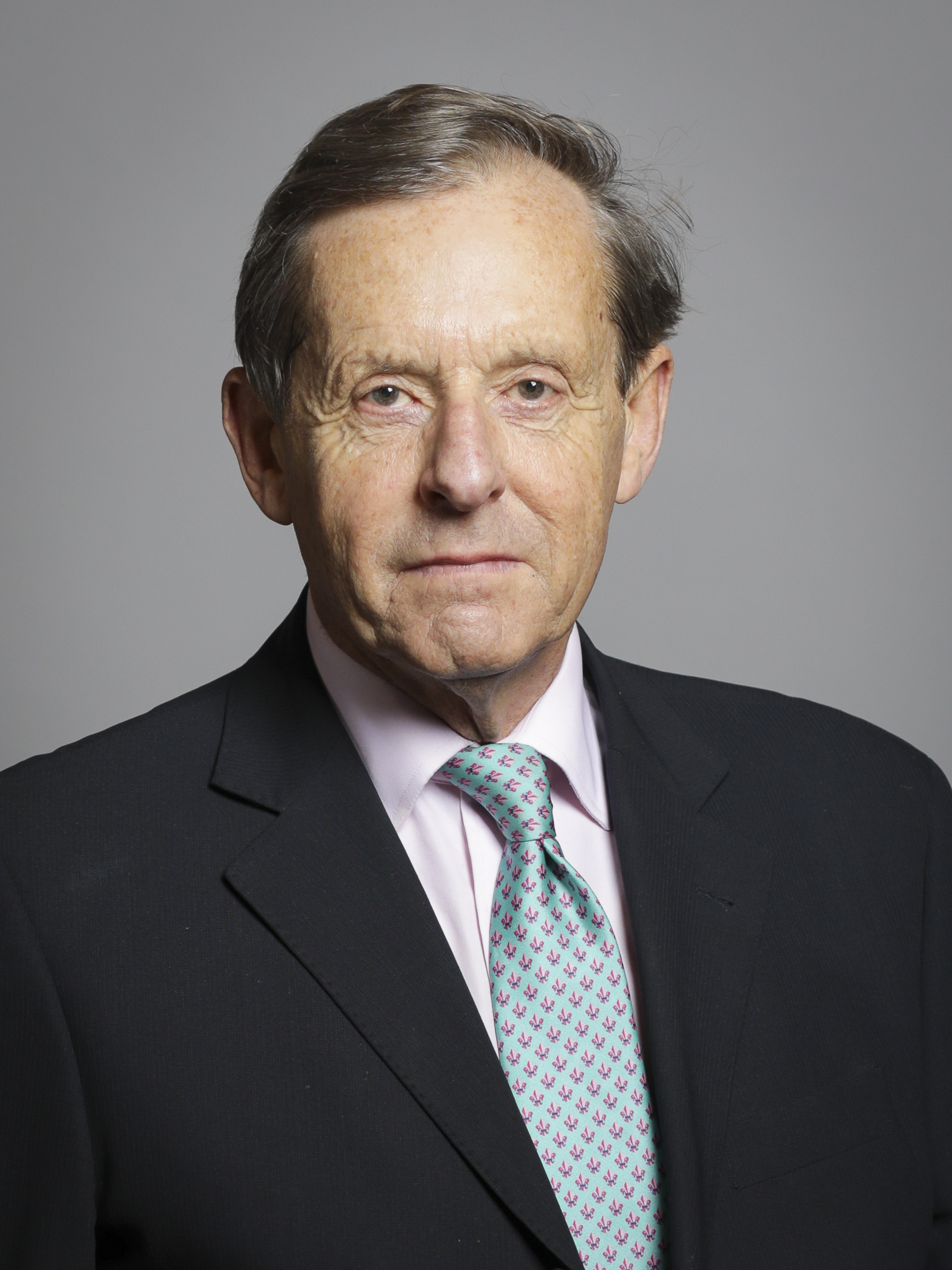
Richard Spring, Baron Risby

Richard John Grenville Spring, Baron Risby (* 24. September 1946 in Kapstadt) ist ein britischer Politiker der Conservative Party, der 18 Jahre lang Abgeordneter des House of Commons war und seit 2010 als Life Peer Mitglied des House of Lords ist.

## Leben

### Unterhausabgeordneter
Nach dem Besuch der Rondebosch Boys’ High School absolvierte er ein Studium an der Universität Kapstadt sowie am Magdalen College der University of Oxford und war danach als Journalist und Wirtschaftsmanager tätig. Zuletzt war er Vizepräsident des Finanzdienstleistungunternehmens Merrill Lynch.
Spring, der zwischen 1976 und 1987 verschiedene Funktion innerhalb der Conservative Party in Westminster innehatte, kandidierte bei den Unterhauswahlen am 9. Juni 1983 für die Conservative Party im Wahlkreis Ashton-Under-Lyne erstmals für ein Mandat im House of Commons, erlitt allerdings eine Niederlage. 1990 war er Vorsitzender der Conservative Party in Westminster. Bei den Wahlen vom 9. April 1992 wurde er zum Abgeordneten in das Unterhaus gewählt und vertrat zunächst den Wahlkreis Bury St. Edmunds sowie zuletzt seit der Unterhauswahl am 1. Mai 1997 den Wahlkreis West Suffolk. Bei den Unterhauswahlen am 6. Mai 2010 verzichtete er auf eine erneute Kandidatur und schied aus dem Unterhaus aus.
1994 übernahm Spring, der zwischen 1993 und 1996 Vize-Vorsitzender des Industrial Fund der konservativen Tories war, sein erstes Regierungsamt und war bis 1995 Parlamentarischer Privatsekretär von Patrick Mayhew, dem damaligen Minister für Nordirland. Anschließend war er erst Parlamentarischer Privatsekretär des Ministers für Handel und Industrie, Timothy Eggar, sowie danach von 1996 bis 1997 von Nicholas Soames und James Arbuthnot, die Staatsminister im Verteidigungsministerium waren.
Während dieser Zeit war er von 1995 bis 1997 Mitglied des Unterhausausschusses für Nordirland und zugleich zwischen 1996 und 1997 für Gesundheit sowie 1997 auch noch des Ausschusses für Deregulierung.

### Oppositionspolitiker und Oberhausmitglied
Nach der Wahlniederlage der Tories bei den Unterhauswahlen am 1. Mai 1997 übernahm Spring führende Aufgaben in der Opposition und war zu Anfang Sprecher der Fraktion der Conservative Party für Kultur, Medien und Sport sowie danach zwischen 2000 und 2004 Oppositionssprecher für Auswärtige Angelegenheiten, ehe er von 2004 bis 2005 Schatten-Schatzkanzler im Schattenkabinett seiner Partei war. Im Anschluss war er von 2005 bis 2010 Vize-Vorsitzender der Unternehmensgruppe der Conservative Party sowie zwischen 2006 und 2007 Mitglied des Unterhausausschusses für Innere Angelegenheiten.
Nach seinem Ausscheiden aus dem Unterhaus wurde Spring durch ein Letters Patent vom 24. Dezember 2010 als Life Peer mit dem Titel Baron Risby, of Haverhill in the County of Suffolk, in den Adelsstand erhoben. Kurz darauf erfolgte am 11. Januar 2011 seine Einführung (Introduction) als Mitglied des House of Lords.